# Benua Raja (Pajar Bulan)
Benua Raja is een bestuurslaag in het regentschap Lahat van de provincie Zuid-Sumatra, Indonesië. Benua Raja telt 932 inwoners (volkstelling 2010).